# Dactylochelifer maroccanus
Dactylochelifer maroccanus är en spindeldjursart som först beskrevs av Beier 1930.  Dactylochelifer maroccanus ingår i släktet Dactylochelifer och familjen tvåögonklokrypare. Inga underarter finns listade i Catalogue of Life.